# Championnats du monde de triathlon longue distance 2006
Les Championnats du monde de triathlon longue distance 2006 présentent les résultats des championnats mondiaux longue distance de triathlon en 2006 organisés par la fédération internationale de triathlon.
Ces 13e championnats se sont déroulés à Canberra en Australie le 19 novembre 2006.

## Distances
| Distances course (kilomètres) | Distances course (kilomètres) | Distances course (kilomètres) |
| Natation                      | Vélo                          | Course à pied                 |
| ----------------------------- | ----------------------------- | ----------------------------- |
| 4                             | 120                           | 30                            |

## Résultats

### Homme
| Rang   | Athlète             | Pays             | Temps           |
| ------ | ------------------- | ---------------- | --------------- |
| Or     | Torbjørn Sindballe  | Danemark         | 5 h 59 min 13 s |
| Argent | Craig Alexander     | Australie        | 6 h 00 min 35 s |
| Bronze | Marino Vanhoenacker | Belgique         | 6 h 02 min 22 s |
| 4      | Julien Loy          | France           | 6 h 02 min 46 s |
| 5      | Nathan Richmond     | Nouvelle-Zélande | 6 h 04 min 53 s |
| 6      | Patrick Vernay      | France           | 6 h 06 min 45 s |
| 7      | Hervé Faure         | France           | 6 h 07 min 26 s |
| 8      | Jonas Colting       | Suède            | 6 h 07 min 56 s |
| 9      | Reinaldo Colucci    | Brésil           | 6 h 10 min 49 s |
| 10     | Jens Koefoed        | Danemark         | 6 h 11 min 15 s |

### Femme
| Rang   | Athlète              | Pays        | Temps           |
| ------ | -------------------- | ----------- | --------------- |
| Or     | Bella Comerford      | Royaume-Uni | 6 h 55 min 32 s |
| Argent | Edith Niederfriniger | Italie      | 6 h 57 min 17 s |
| Bronze | Johanna Daumas       | France      | 7 h 00 min 50 s |
| 4      | Erika Csomor         | Hongrie     | 7 h 05 min 13 s |
| 5      | Martina Dogana       | Italie      | 7 h 05 min 37 s |
| 6      | Sara Gross           | Royaume-Uni | 7 h 06 min 47 s |
| 7      | Heidi Jesberger      | Allemagne   | 7 h 08 min 33 s |
| 8      | Cristina Azanza      | Espagne     | 7 h 14 min 56 s |
| 9      | Abigail Bayley       | Royaume-Uni | 7 h 21 min 00 s |
| 10     | Amelia Cox           | Australie   | 7 h 22 min 56 s |

## Tableau des médailles
| Rang  | Nation      | Or | Argent | Bronze | Total |
| ----- | ----------- | -- | ------ | ------ | ----- |
| 1     | Danemark    | 1  | 0      | 0      | 1     |
| -     | Royaume-Uni | 1  | 0      | 0      | 1     |
| 3     | Australie   | 0  | 1      | 0      | 1     |
| -     | Italie      | 0  | 1      | 0      | 1     |
| 5     | Belgique    | 0  | 0      | 1      | 1     |
| -     | France      | 0  | 0      | 1      | 1     |
| Total | Total       | 2  | 2      | 2      | 6     |